# فیلیس ولچ مک‌دانلد
فیلیس ولچ مک‌دانلد (انگلیسی: Phyllis Welch MacDonald؛ ۱۶ ژوئیه ۱۹۱۳ – ۲۶ سپتامبر ۲۰۰۸) بازیگر اهل ایالات متحده آمریکا بود.
از فیلم‌هایی که وی در آن‌ها نقش داشته‌است، می‌توان به مواظب باش پروفسور اشاره نمود.